# Pahora murihiku
Espèce
Pahora murihiku est une espèce d'araignées aranéomorphes de la famille des Physoglenidae.

## Distribution
Cette espèce est endémique de Nouvelle-Zélande. Elle se rencontre dans les régions d'Otago et de Southland dans l'île du Sud.

## Description
Le mâle holotype mesure 2,78 mm et la femelle paratype 2,29 mm.

## Publication originale
- Forster, Platnick & Coddington, 1990 : A proposal and review of the spider family Synotaxidae (Araneae, Araneoidea), with notes on theridiid interrelationships. Bulletin of the American Museum of Natural History, no 193, p. 1-116 (texte intégral).